# Славяно-арийские веды
«Славя́но-ари́йские ве́ды» — тексты нового религиозного движения инглиизма, одного из направлений славянского неоязычества, рассматриваемые адептами движения как перевод древних «славяно-арийских» священных писаний, написанных рунами на золотых пластинах, самая старая часть которых, согласно учению, создана 40 тысяч лет назад. Излагают учение инглиизма и содержат псевдоисторический обзор мировой истории. Утверждается, что разные человеческие расы являются пришельцами с разных созвездий. Первыми людьми на Земле были «славяне и арии», заселившие полярную страну Даарию на северном материке более 450 тысяч лет назад. Описывается расовая борьба «славян и ариев» против имеющих рептилоидные признаки «серых» — евреев. Тексты представляют собой фальсификацию, написаны самим основателем и главой движения Александром Хиневичем.
Состоят из четырёх частей. Были изданы в 1999 — начале 2000-х годов. Вышло три переиздания до 2008 года. В 2015 году судебным решением были признаны в РФ экстремистским материалом.

## Содержание

### Общие положения
Основы инглиизма излагаются от лица «жреца Владимира», известного «в миру» как Н. И. Иванов.
Согласно сочинению, из первобожества, называемого Ра-М-Ха, происходит первозданный огонь Инглия. Боги (Род Небесный, Джива, Перун, Вий, Вышень, Крышень, Варуна, Индра и др.) являются предками людей. Сочинение содержит сведения о десятках богов, как заимствованных (славянские, германские, иранские, индуистские), так и созданных Асовым и самим Хиневичем. К родноверческой Троице «Явь-Правь-Навь» добавлен четвёртый компонент, «Славь». Подобно Валерию Емельянову и Асову, конструируется несколько разных «Троиц» («Великие Триглавы миров»), число которых достигает семи.
«Люди с белым цветом кожи» составляют «единый вселенский род», она же «великая РАСА», что, следуя методу А. Ф. Шубина-Абрамова, рассматривается как аббревиатура словосочетания «Рода Асов Страны Асов». Они — потомки Рода Небесного и состоят из четырёх «Родов Расы Великой»: да’арийцы и х’арийцы (арии) и расены и святорусы (славяне) — «славяне и арии». В соответствии с эзотерической теорией деволюции (деградации) утверждается, что предки были значительно более развитыми, чем современные люди. «Великая РАСА» прилетела на Землю (называемую Мидгард) из созвездия Большой Медведицы.
Лингвистический миф инглиизма включает идею наличия у «славян и ариев» в глубокой древности нескольких типов письменности и, соответственно, языков: «да’арийское письмо», «х’арийское письмо», «рассенское образно-зеркальное письмо» и «святорусское письмо», ныне известных только посвящённым. Каждый знак имеет не только фонетическое, но и смысловое значение (образ). Многие слова русского языка толкуются как аббревиатуры: так, пост (постъ) понимается как «полное очищение собственныхъ телесъ сотворяша».
На Мидгард-Земле «славяне и арии» обитали вначале на северном материке, в Гиперборее — стране Даарии со столицей в Асгарде Даарийском. Во Вселенной происходила Великая асса, борьба светлых богов против падших богов во главе с Чернобогом и присоединившихся к ним «серых» — предков евреев, выходцев из Пекла — миров Тьмы, миров на нижних уровнях многоуровневой Вселенной. «Серые», они же «чужеземцы» (выходцы с «чужой земли» — чужой планеты), обосновались на одной из трёх земных лун, Леле и планировали уничтожить Мидгард-Землю. Но Даждьбог помешал этому и разрушил эту луну, в результате чего погибла также Даария.
В 109 807 году до н. э. «славяне и арии» переселилась на Урал и в Сибирь, в страну Беловодье, или Семиречье. Там, у слияния рек Иртыш и Омь, в 104 778 году до н. э. они основали Асгард Ирийский (на месте будущего Омска). Из Беловодья «славяне и арии» расселились по Евразии. У «славян и ариев» имелась система жреческой письменности, записанной 40 тысяч лет назад, от которой произошли все остальные письменные традиции мира. Древние цивилизации, индийская и египетская, считаются плодом творчества «белых жрецов», пришедших из Беловодья. В Древней Индии были летательные аппараты, и люди могли осуществлять межзвёздные перелёты. Расселившиеся по Мидгард-Земле «славяне и арии» принесли свои «духовные учения чернокожему населению Африки и семитам». Устанавливается летоисчисление, начиная с 5508 года до н. э. как даты от «Сотворения Мира в Звездном Храме» (заключения мира) в результате победы над Империей Великого Дракона (древним Китаем).
Держава «славян и ариев» Рассения занимала почти всю Евразию. В её распаде обвиняются «чужеземцы», которые вначале разжигали вражду между русскими князьями, а затем навязали «славянам и ариям» чуждые религии, включая христианство и ислам. «Чужеземные вороги» наделяются серой кожей, или «кожей цвета Мрака». Они приходили из «мира Тьмы». Их правителей автор называет «кощеями». Эти чужаки поклонялись «золотому туру» и устраивали кровавые жертвоприношения. Эти существа устремлялись на «Святую Землю» для «захвата», «совращения», «нарушения гармонии», а конечной их целью было устроить гибель «Великой Расы». Они действовали «лестью и ложью», безжалостно уничтожали «наследие предков» «славян и ариев», навязывали свою «новую веру», результатом чего стали лишь кровь и братоубийства. В частности, автор обвинял их в убийстве «Великого Странника» — Иисуса Христа, посланного богами к «Великой Расе». Это странник представлен «своим», и утверждается, что христианские миссионеры исказили его исконное учение.
Тёмные силы, христианские миссионеры, заменившие «родную веру» чуждой религией обвиняются в утрате «священных знаний» . Эти силы также намеренно исказили древнюю азбуку, изъяв из неё «лишние буквы» (здесь имеет место влияние идей Шубина-Абрамова). Христианство отождествляется с иудаизмом и утверждается, что оно неприемлемо для славян и введение христианства привело к забвению великого прошлого. «Чёрные силы» уничтожили все древнейшие библиотеки и книгохранилища, начиная с шумерских. «Славянам и ариям» искусственно навязывают историю в соответствии с Торой, созданной «чуждым народом», который не имеет к ним отношения — «из-Торию» (как трактуется слово «история») — ложное знание из Торы.
Преступление «сил Тьмы» заключается также в «кровосмешении», в межэтнических браках, якобы приводивших к «вырождению народов». В преступлении «кровосмешения», в частности, обвиняется Советский Союз. Согласно автору, придерживающемуся эссенциалистского подхода, необходимо сохранять свою древнюю веру и культурную традицию, каждый народ должен развиваться по своим древним законам и соблюдать идеальную чистоту своей системы мировосприятия, уходящей корнями в глубокую древность. Запрещается смешивать свою культуру и «Древнее Мировосприятие» с культурами других народов и чуждыми формами мировосприятия. Кастовость рассматривается как «древнее наследие». «Славяне и арии» наделяются правом не работать, «ибо работа — это удел рабов». Необходимо следовать патриархальному жизненному укладу, в том числе строгому половому разделению труда: мужчины должны быть воинами, а женщины — домохозяйками.
Утверждается, что по требованию Библии патриарх Никон готовил полное уничтожение носителей «древней славянской и арийской традиции». До церковной реформы Никона на Руси якобы было язычество. Сочинение заявляет, что инглиизм был сохранён православными староверами-раскольниками, которые были инглиистами. Из староверия заимствуются двуперстное знамение — «знамение бога Перуна», а также образ Богородицы в интерпретации Владимира Щербакова как «Матери Сва».
Имеется девять списков заповедей, данных людям разными богами. Заповеди касаются в основном норм человеческого общежития и взаимоотношений с богами. Они направлены на совершенствование человека и воспитание доброго отношения к окружающим. Они требуют не навязывать свою веру, осуждают посягательство на «другие миры», призывают защищать свой род, веру и землю от врагов. Большое место в них уделяется гендерной тематике и тематике семейной жизни, традиционной семьи и традиционного полового поведения. Меньше внимание уделяется охране окружающей природы. Среди «девяти основ инглиизма» нет ни одной, имеющей экологическую направленность. Предлагается охранять свои знания и святилища от «язычников» и «других народов», поскольку те якобы непременно «извратят истину» и используют её во зло. Осуждаются те, кто покидает отчий дом и отправляется искать лучшей доли на чужбине. Запрещаются межэтнические и межрасовые браки: «не берите жён с черной кожею, ибо оскверните дом и род загубите, а берите жён с кожей белою…», «не губите… кровь родов ваших». Говорится о реальности телегонии.
Утверждается, что мировоззрению «славян и ариев» присущ «принцип свастичности», свастика считается их древнейшим символом. Приводится 76 разработанных автором оберегов и символов вероучения, якобы существовавших с древности. В их числе имеется «символ расы», изображение меча на фоне жёлтой свастики, что олицетворяло «союз ариев и славян» и «защиту божественной мудрости от сил Тьмы». Имеется также стилизованная свастика, используемая в качестве символа РНЕ. Запрет современным российским законодательством изображения свастики как нацистского символа неонацизма приписывается проискам «врагов ариев и славян». Заявляется, что инглиизм не несёт в себе ничего антихристианского, антисемитского или антиисламского, но автор предупреждает, что «инглинги» «не позволят поливать грязью свою Старую Веру».
Выражается вера в победу «славян и ариев» и поражение «чужеземцев». Утверждается, что «очистится Святая Земля от тысячелетнего рабского ига чужеземных ворогов». Возмездие будет суровым: все потомки «чужеземных ворогов» погибнут в очистительном пламени. Такая же участь ожидает и всех повинных в преступлении «кровосмешения» (межэтнических браках), ведущем к «деградации Расы и Рода». Спасутся лишь идущие по «Пути Света», то есть последователи Хиневича. Предрекается, что всё это произойдёт в самое ближайшее время с окончанием эры Рыб и наступлением эры Водолея, когда вспомнится и вернётся давно забытое. Содержится призыв к активным действиям: «Изгоняйте из краев ваших чужеземных ворогов», ибо «губителен Свет Иномирья», а «лучи Иномирья вредны для здоровья».

### Сантьи Веды Перуна. Книга Мудрости Перуна
Введение ко второму изданию написано от лица некого «Андрея Юрьевича Сурикова, кандидата исторических наук». Текст снабжён комментариями от имени жреца, одного из «капен-инглингов». Во введении говорится, что история (из-Тория) взята из чужой для «славян и ариев» Торы. Наступает эпоха Волка-Водолея, сменившая суровую эпоху Лисы-Рыб. Духовное возрождение мира начнется с России, с Асгарда Ирийского (Омска). Говорится, что Сантии — пластины из благородного металла, на которых начертаны х’арийские руны, тайные образы, передающие огромный объем древних знаний. Эти руны стали основой для многих древних систем письма. Над рунами якобы была проведена черта, «поднебесная» (как в деванагари и в письменности «Велесовой книги», признанной учёными фальсификацией). Сантии были записаны 40 тысяч лет назад. Первый перевод с х’арийской каруны якобы был сделан славянскими жрецами в 1944 году для вновь возрождаемых «славяно-арийских и родовых общин» Беловодья. В первые десятилетия советской власти уничтожались славянские общины и были потеряны многие «славянские ведические» книги. Утверждается, что «Круг Первый Сантии Веды Перуна» несколько раз издавались небольшими тиражами для общин инглиистов вплоть до «восьмого издания», якобы имевшего место в 1992 году. В 1968 году при перевозке часть тиража якобы была изъята советскими органами и попала в архивы. Первое реальное издание 1999 года названо девятым. Перевод якобы осуществлялся несколькими жрецами. Указано, что комментарии к Сантиям Ведам Перуна и Сагам об Инглингах сделаны Хиневичем. Вступление написано в 2001 году.
Разные веды были даны «славянам и ариям» разными богами (Перуном, Даждьбогом и др.). Первая часть («Саньтии Веды Перуна…») излагается в форме диалога «славян и ариев» и бога Перуна, сына Сварога, 40 тыс. лет назад прилетевшего на космическом корабле, небесной колеснице вайтмане (вимане), и высадившегося у города Асгарда Ирийского. «Славяне и арии» задают богу вопросы, тот в ответ делает предсказания на тысячелетия вперёд. Род, Бог Единый, персонификация богов и предков, един и множественен, описывается частью Ра-М-Хи. «Славяне и арии» управляются Роданами, избранными главами нескольких породнённых родов.
Повествуется о «чужеземцах» (пришельцах с чужой земли — другой планеты), выходцах из галактики Пекло (Пекло — в то же время преисподняя), сынах мира Тьмы, имеющих серую кожу и обладающих двуполостью — предках евреев. В зависимости от фаз луны они меняют «половую ориентацию». В мире Тьмы неимущие не могут нормально существовать, поэтому «чужеземцы» алчны и стремятся захватить всю Вселенную. Они лишены духа и совести. На Мидгард-Землю и другие планеты они несут безжалостность, алчность, войны, смешение рас и болезни. Описывается, как светлые боги сражаются с этими «чужеземцами» («серыми») в других мирах (других галактиках), на других землях (других планетах). Многие миры были разрушены «серыми» с помощью фаш-разрушителя (ядерного оружия). Выжившие люди были порабощены с помощью специального излучения и принуждены добывать ресурсы для «серых». Говорится о возможности путешествия между галактиками через звёздные врата с помощью торсионных полей.
Перун в диалоге со «славянами и ариями» завещает им бороться с «чужеземцами», смерть в расовой борьбе с которыми лучше, чем покорение им, потому что павшие обретут спасение (попадут в Асгард Небесный), а покорившиеся и предатели обречены на Пекло. Заповеди рассказывают об особых «небесных законах» (РИТА), в том числе о «кровных законах», направленных на поддержание «чистоты Рода и Крови». Наказание за нарушение «кровных законах» — вырождение и гибель рода в физическом мире (мире Яви) и Пекло — после смерти.
На Мидгард-Земле «белая раса» обитала вначале на северном материке, в стране Даарии со столицей в Асгарде Даарийском, стоявшем на горе мира Меру. «Чужеземцы» обосновались на одной из трёх лун, Леле, и их кощеи (правители) пытались уничтожить Мидгард-Землю, как уничтожили другую планету, Дею (Фаэтон), образовавшую пояс астероидов. Но Даждьбог (Тарх) предотвратил гибель Земли и разрушил эту луну. Ценой стала потеря Даарии, погибшей в результате потопа, вызванного обрушением луны. «Славяне и арии» переселилась в Беловодье, где основали Асгард Ирийский.
На Мидгард-Землю тайно прибыли «чужеземцы». Они стали маскироваться под людей и смешивались («иринировали») с ними. 13 тысяч лет назад произошла ядерная война, в результате которой была разрушена одна из лун, Фатта, Мидгард-Земля наклонила свою ось, произошло изменение ландшафта и климата, погибла Атлантида. Эта катастрофа стала началом неблагоприятной эпохи. В условиях катастрофы людям пришлось питаться не только растениями, но и мясом животных. Недостаток питьевой воды и советы «чужеземцев» привели к войнам между белыми людьми.
«Чужеземцы» поклонялись золотому туру и приносили своих детей в жертву тёмному богу, поскольку имели с ним кровный завет. Светлые боги посылали к ним странников (пророков), но те приносили их в жертву своему богу. Потом они убили посланного к ним светлыми богами Великого Странника — Иисуса Христа, и исказили его учение, создав христианство, направленное на подчинение «славян и ариев». Сам же Великий Странник был послан «только к погибшим овцам дома Израилева». «Чужеземцы» постоянно натравливают один народ на другой, устраивая войны, и стравливают части одного народа, организуя гражданские войны.
Забвение древнего знания «славянами и ариями» связывается в первую очередь с умышленным урезанием древнего алфавита, приданием нового смысла словам и заменой исконных слов на иностранные. Признаётся подлинность «Велесовой книги». Говорится о насильственном крещении Руси и других народов.
Перун в диалоге с древними «славянами и ариями» в числе прочего предсказывает возрождение Старой Веры, знания о которой скрывающиеся инглиисты и их великий жрец передадут новому «великому жрецу» (Хиневичу). Перун предсказывает явление великой жрицы, которую в четырнадцать лет приведут к «великому жрецу», и в любви с которым она родит другую великую жрицу. Последняя должна спасти «белую расу». «Чужеземцы» при этом будут всячески мешать.
Вековая и неизбежная конфронтация между «силами Света» и «миром Тьмы» должна обостриться в нынешнюю эпоху, когда «великий жрец» пытается вернуть «великой расе» древнюю веру предков. «Чужеземцы» станут организовывать войны, с помощью которых они присваивают имущество воюющих, и применят даже фаш-разрушитель (ядерное оружие). Однако в 1995—1996 годах закончился тёмный период.

### Книга вторая. Книга Света
Когда не было воспринимаемых людьми миров, был только один Ра-М-Ха. Он проявился в новую действительность и от её восприятия озарился светом радости. Этот свет, Инглия, породил новые формы жизни.
Описывается Вселенная, состоящая из многих миров, реальностей и уровней, а также Золотой путь, путь духовного развития, восхождения на более высокие уровни. Для того, чтобы люди могли восходить по этому пути, на землю приходили боги и приходят Учителя, существа более высокого порядка, чем человек. Они обучили другие расы, в упрощённом варианте. Только один общий закон существует на протяжении всего пути: любовь ко всему существующему и созидание. Для восхождения необходимо осознать своё единство с миром. Зло не абсолютно, это лишь проявление неразвитости. Даже бесы, низшие сущности Тёмного мира, не лишены шанса на восхождение. Бесы проповедуют различные греховные вещи. Они возникли при рождении миров во мгле и были подобны легам, отличаясь изначальным отсутствием божественного света. Властителями Тёмных миров являются тёмные леги, тёмные арлеги и кощеи. Они возникли в изначальной тьме, когда в их миры попали частицы Инглии.
В мире Сварога (галактике Млечный Путь) один из арлегов (существ, стоящих на более высоком уровне мироздания, чем люди) Чернобог пожелал обойти законы восхождения по Золотому пути духовного развития, установленные Сварогом. Ему противостоял арлег Белобог. Произошла Великая асса, война божественных сил, в которой на стороне Чернобога участвовали в том числе кощеи, правители Пекла и их воинство. Чернобог порушил охранные печати древней мудрости мира арлегов, и её семена упали в Тёмные миры, некоторые тёмные начали восхождение по Золотому пути. Но они не научились различать добро и зло, неся в себе частицы изначального мрака. Поднявшись, тёмные пытались подчинить себе миры нашего уровня. Араны не пропускали их по зол пути и для этого провели границу через явный мир. Началась новая Великая асса. Тёмные были изгнаны из всех миров, кроме мира людей, через которые пролегает теперь их путь. Восхождение стало возможным только через мир людей. Особенно важную роль приобрела Мидгард-Земля, находящаяся посередине между светом и тьмой. Тёмные дали власть над людьми бесам, и на Мидгард-Земле происходит борьба светлых и тёмных сил, в которой участвуют люди из различных родов и народов.

### Слово Мудрости Волхва Велимудра
Введение написано отцом Владимиром Ивановым. Утверждается, что тексты «славяно-арийской» традиции веками уничтожались греческими священниками, затем династией Романовых, затем коммунистами. Читатели призываются к созиданию на благо своего рода. Выше человеческой жизни ставится долг перед родом. Созидать и духовно развиваться мешают тёмные силы, использующие незнание и невежество. У русских они отобрали их историю и подменили духовные ценности. Священной землёй «славян и ариев» названо Беловодье (оно же Семиречье). Александр Асов назван человеком с большим воображением.
«Славяне и арии», предупреждённые о гибели Даарии жрецом по имени Спас, переселялись на юг по Рипейским горам (Уралу) в Южный Урал. Там они жили на одной земле, образовав белое братство — единство формы («белые люди») и содержания (чистые помыслы). Асгард Ирийский управлялся жрецами. Там находился гигантский пирамидальных Храм Инглии. «Славяне и арии» широко расселились, рассеялись, образовав Рассению.
Утверждается, что «славяне и арии» совершенны физически, а духовное совершенство прививается через воспитание. Сохранению традиции и «психофизического здоровья народа» способствовали заповеди, данные богами. Все «славяне и арии» были грамотными, а все мужчины владели воинскими навыками. В Рассении имелось девять каст, высшая — жрецы, низшая — неприкасаемые, те, кто нарушил кровные законы и законы РИТА. Неприкасаемые были изолированны и всю жизнь расплачивались за свои ошибки. Язык «Велесовой книги» был разговорным языком «славян и ариев». Раскрывается «принцип свастичности».
Говорится о четырёх системах «славяно-арийского» жреческого письма, от которых происходят письменности многих древних цивилизаций. Сами эти цивилизации являлись культурными наследниками «славян и ариев». У «славян и ариев» не было человеческих жертвоприношений, но они были в культе темнокожих народов, включая дравидов. Древняя Индия была создана «славянами и ариями», Древний Египет — «славяно-арийскими» жрецами. Говорится, что Александр Македонский дошёл до Беловодья и посетил Храм Инглии. Имеется ссылка на Книгу Коляды Асова.
Тёмные силы уничтожили древние библиотеки и всё, что свидетельствовало о 640 тысяч лет истории народов Мидгард-Земли. Христиане убивали взрослых «славян и ариев», а детям внушали христианскую веру — поклонение чужому богу и «израильским идолам». Князь Владимир пытался ввести кровавые жертвоприношения, в чём сказалась якобы имеющаяся у него примесь хазарской крови. Ингляне (англичане) из «Повести временных лет» оказываются инглиистами. Утверждается, что Александр Невский сказал врагам «Кто с мечом к нам придёт, тот от меча и погибнет» (в действительности фраза из фильма Эйзенштейна). Говорится, что термин «православие» был заимствован в христианство только патриархом Никоном. До этого ортодоксальное христианство якобы называлось только правоверием. Реформа Никона якобы покончила с периодом двоеверия, когда мирно сосуществовали инглиисты («православные славяне») и праведные христиане (старообрядцы). Для всех носителей инглиистической традиции Никон и царь Алексей Михайлович готовили полное физическое уничтожение, якобы в соответствии с Ветхим Заветом. Храм Инглии разрушился, поскольку иссякла питающая его творческая энергия. Большая часть материального наследия «славян и ариев» была уничтожена, но часть храмов и кладбищ якобы сохранилась.
Отрицается теория биологической эволюции. Утверждается, что Скалигер и Романовы с благословения христианских иерархов, затем коммунисты и современные историки исказили правду о «славянах и ариях». В частности, исказителям приписываются утверждения, что «славяне и арии» жили дикими стадами.
Современные «славяне и арии» сохранили свои расовые качества: мудрость, праведность, мужество, верность долгу и слову, любовь к родной земле, одна любовь (к одной женщине, отчизне, вере первопредков), самопожертвование, взаимоуважение, совестливость, отсутствие чрезмерной привязанности к земному и др. Всё это объясняется тем, что «славяне и арии» — дети солнечных богов. Различается трудолюбие и работа. «Славяне и арии» не должны работать, поскольку работа — бездушный процесс. Третий рейх под Москвой победили народные ополчения и дивизии сибиряков, потомков древних «славян и ариев», наполненные духовной силой предков.
В кровосмешении обвиняются евреи и Советский Союз. Но, несмотря на все усилия осквернителей крови, «славяне и арии» не растворились полностью в иных расах, и сейчас пришло время для расового возрождения.
Говорится, что «омский академик» В. И. Матющенко из Омского государственного университета сделал множество находок возрастом от 4 до 15 тысяч лет, якобы доказывающих древность «славян и ариев». Хиневич ссылается на Флоренского, всюду обнаруживавшего следы присутствия славян в древности. Многие древние археологические комплексы Сибири объявляются «славяно-арийскими». Также автор часто ссылается на некие архивы «Древнерусской инглиистической церкви православных староверов-инглингов». Беловодье якобы занимало территорию от Урала до Тихого океана и от Северного океана до Индии, и на западе называлось Тартария. Она существовала ещё три века назад.
Отдельное приложение посвящено свастике. Слово свастика якобы имеет славянское происхождение: Сва — небеса, откуда и Сварог. Даётся множество её вариантов, отсутствующих в других источниках. Утверждается, что регионом, где шире всего в различных материалах представлена свастика, включая коловрат, является Россия, а Вещий Олег был высоким жрецом, на щите, одеждах, доспехах и стяге которого были изображены свастики и другие инглиистские символы. Варианты свастики были почти единственными элементами орнамента и символами славян. На Державной иконе Божией Матери изображена свастика. После войны изображения свастики стали уничтожать некие враги «славян и ариев». А те, кто против использования свастики в настоящее время, объявляются врагами всего «славяно-арийского».

### Славянское Миропонимание. Подтверждение Книги Света
Во введении критикуются другие формы «восстановления славянского миропонимания» (родноверия) как якобы примитивные и поверхностные. Заявляется, что миропонимание славян по некоторым позициям опережает современную науку. Все эти знания у этнических славян хранятся на генетическом уровне. Славянская вера — это знание, а не слепое поклонение, как в других религиях.
Утверждается, что наука не нужна, поскольку древние «славяно-арийские» тексты уже содержат все знания о мироздании. Ученым всего мира якобы известно о существовании этих славянских знаний, но из-за тщеславия и жажды наживы они не хотят их признавать и намерено обманывают людей.
Энергии из миров света рассеивают пространство миров тьмы, миры тьмы поглощают энергии из миров света, что означает дуалистичность мироздания. Вселенная существовала и существует вечно. Отрицается её расширение. Говорится, что некий учёный из Рязани Белых якобы доказал существование параллельных миров и очень большой возраст Вселенной. Слова, несущие созидательное начало, в прошлом имели образную структуру, которая называлась Ра. Ранее в Новой действительности уже были вселенные, в которых имелись древние формы жизни, именуемые сверхвеликое абсолютное нечто. После наполнения Вселенной Жизньродящим светом, который испускал Ра-М-Ха, древние формы жизни переместились в миры, куда свет не доходил, ставшие мирами Тьмы. Сварог является богом миров и реальностей нашей бесконечности, то есть богом Нашей галактики, именуемой Небесный Ирий.
Разумная жизнь порождается особой энергией, Инглией. Мир Прави расположен ближе к изначальным источникам Инглии. Правь — высшие многомерные пространства, где первыми появились разумные существа — изначальные боги. Вышние боги представляют собой созидательные энергии Ра-М-Хи, которые создали в Нашей галактике новые формы жизни. Они управляют её рукавами, созвездиями, солнечными и звёздными системами и всеми разумными мирами Нашей галактики.
Миры Яви и Нави обустраивались сварожичами — порождениями Сварога и Лады. Жизнь в системе Ярило-Солнце (Солнечной системе) создавалась не сварожичами, а созданными ими существами вышних миров — тоже богами, это боги-учителя человечества. На окраине Нашей галактики, где расположено Солнце, сильно влияние миров Тьмы.
Все структуры Вселенной являются живыми. Космическое излучение вносит вклад в развитие жизни на Мидгард-Земле. Излучение со временем меняется, что приводит к изменениям форм жизни. Наступление новой эпохи (эры Водолея) связано с тем, что Солнечная система окажется в другом галактическом чертоге, галактическое излучение сменится на более жёсткое, что приведёт к непредсказуемым последствиям. Это произойдет в 2012 году.
Человек состоит из нескольких материальных тел различной «энергоплотности» и способен воспринимать, излучать и создавать информацию всеми этими телами. К последним относится психическая энергия. «Славяне и арии» отделяли материю от тонкой энергии, способной порождать жизнь, сохранять и воспроизводить информацию. Они имели гармоничную систему взаимодействия с природой, позже утерянную. Около 12 тысяч лет назад они совершали межзвездные путешествия на вайтманах и других летательных аппаратах.
Кон означает порядок, правило, закон — то, что за коном — правила, установленные тёмными силами, в том числе современные правовые законы. Граница света и тьмы, положенная после Великой ассы, прошла по миру Яви и разделила мир Нави на Светлую Навь, или Правь, и Тёмную Навь. Миром Тьмы правят тёмные леги (ангелы), темные арлеги (архангелы) и кощеи. После конца Великой ассы Чернобог ушёл в мир тёмных арлегов.
В качестве подтверждения достоверности «Книги Света» приводятся различные «неуместные артефакты», якобы подтверждающие существование людей и развитой цивилизации или неких цивилизованных гуманоидов тысячи, миллионы, сотни миллионов или миллиарды лет назад. Говорится, что разумные сообщества на земле появились более 500 млн лет назад. Они были результатом деятельности представителей вышних миров из разных частей Галактики. Эти разумные сообщества погибали в результате природных катастроф или войн. Существование этих разумных сообществ якобы подтверждается наличием на земле людей разных «видов» (рас) и «человекообразных» (людей «низших рас»).
Книгу Света якобы подтверждает также часть медиумов и ясновидящих. Сказано, что «Тайная доктрина» Елены Блаватской предназначена для искажения реальности, которая лежит в основе современной глобализации. Идею Блаватской о последовательно сменяющих друг друга расах Хиневич называет «бреднями». Согласно ему, расы («виды») людей сосуществовали одновременно. Утверждается, что Ванга предсказала издание в 1999 году «Книги Света» и возрождение инглиизма. Делается вывод, что в будущем Россия будет называться, «как при Сергии Радонежском» — Рассения. Фатимские пророчества якобы сообщают о грядущем прилёте Перуна, который покарает церковь. На основании этих пророчеств утверждается, что погром Русской церкви большевиками был наказанием за «притеснения славянства». Ватикан внял пророчествам и готовится к прилёту Перуна, поменяв свою политику на миролюбивую, в то время как Русская церковь продолжает «притеснять славян».
Подтверждения учения инглиизма автор находит и в мифологии народов мира. Утверждается, что мифы любых народов мира отражают подлинные события прошлого, кроме еврейских мифов, поскольку всё, что связано с Библией и «официальной наукой» — ложь и намеренное искажение истины. Шумерские боги представлены как члены космической экспедиции, создавшие гибрид бога и чёрной женщины — Адама, предка «семитской расы». «Подтверждения» из мифов в основном сводятся к идее, что боги были космическими учителями человечества — представителями внеземной цивилизации. Говорится, что на юге располагалась огромная «арийская» держава. Делается вывод, что народы земли имеют или инопланетное происхождение, или созданы такими пришельцами — богами. На земле пришельцы в случае утраты связи со своей родиной постепенно утрачивали знания и деградировали. «Славяне и арии» дольше других сохраняли эти связи, что обуславливало их старшинство среди народов земли. Люди других «видов» воспринимали «славян и ариев» как богов, у которых они учились и которых почитали.
Утверждается, что существует мировой заговор и силы, тайно ведущие между собой борьбу, а все знание умышленно догматизироанно, включая религию и науку. Современное человечество находится под господством сил Тьмы. Силы Света пока далеко, но действуют и стремятся вернуть людей на истинный путь.
Далее на основе «Книги Света» и «подтверждающих» её источников даётся обзор мировой истории. Разумные существа, подобные человеку, появились на Мидгард-Земле свыше 500 млн лет назад. Заселение планет Солнечной системы началось много миллионов лет назад. После людей туда прибыли боги асы, которые принесли людям заповеди богов. Были заселены Мидгард-Земля, Дея и Арей (Марс). Целенаправленно заселять Мидгард-Землю люди стали более 450 тысяч лет назад. Первыми людьми на Земле были «славяне и арии», заселившие Даарию. Позднее прибыли другие «виды» людей. Асы заботились о генетической чистоте, отсутствии смешений между расами.
Во время Великой ассы более 150 тысяч лет назад силы Тьмы захватили спутник Деи. Вышние боги переместили Дею в другую солнечную систему, а другой спутник Деи, Фатту — к Мидгард-Земле. Первый спутник Деи был взорван тёмными и образовал пояс астероидов. Взрыв сдул часть атмосферы Арея. Из миров Пограничья, где шла Великая асса, с гибнущих планет силы Света переселили выживших на Мидгард-Землю — чернокожих людей. Часть жителей Арея (марсиан) ушли под поверхность своей планеты, часть переселилась на Мидгард-Землю.
113 тысяч лет назад тёмные силы захватили один из спутников Мидгард-Земли, Лелю. Бог Тарх (Даждьбог) предложил разрушить её. «Славяно-арийскому» жрецу Спасу было видение, что осколки Лели разрушат Даарию, и «славяне и арии» переселились на территории Урала и Сибири. Тарх разрушил Лелю, произошёл наклон земной оси и началась подвижка континентов, по всей земле прошлись цунами. Воспоминания об этом сохранились в мифах о всемирном потопе. «Славяне и арии» расселились по континенту, и их земля получила название Рассения, которая управлялась советом жрецов. Часть этой территории в честь асов была названа Асией (Азия).
Часть «славян и ариев», род антов, заселил острова на западе, которые стали известны как Антлань (Атлантида). Туда же из Африки переселились краснокожие люди. Тёмные силы, выдавая себя за торговцев, втёрлись в доверие к людям и стали им внушать, что заповеди богов — всего лишь напутствия и не обязательны к исполнению. У тёмных на Атлантиде появились последователи. Эта пропаганда привела к страшным преступлениям — смешению антов с представителями другой расы, краснокожими. Многие анты, которые продолжали соблюдать заповеди чистоты крови, переселились в Средиземноморье. В Атлантиде в результате расового смешения сократилась продолжительность жизни. В результате пропаганды тёмных сил жители пошли по материалистическому пути развития технической цивилизации. В отличие от технологий Светлых миров, эти технологии истощали земные ресурсы и загрязняли природу. Жрецы, управляющие всем этим, эксплуатировали людей. Стали возникать конфликты, и жрецы начали создание биороботов, которые подчинялись им. Вся Атлантида была изрыта для добычи ископаемых, и часть её ушла под воду. Применение мощных излучателей вызвало взрыв вулкана и затопление части Атлантиды. Жрецы и торговцы (тёмные силы) стали создавать армии биороботов для захвата иных миров. Темные похищали «славян и ариев» и отправляли их в свои пепельные миры. Тогда «славяне и арии» призвали Перуна, который освободил пленников. Жрецы и торговцы стали настраивать против «славян и ариев» другие народы через подкуп, подмену понятий и с использованием кристаллов, подчиняющих их волю. Жрецы стали провоцировать войны между этими народами. Они распространили среди этих народов новые религии с многочисленными жертвоприношениями в честь древних изначальных (тёмных) богов. В Атлантиде появились единобожники, предшественники Моисея. Во время раздоров они бежали в Пиренеи и Египет, где пытались возмутить народ против местной власти. Начались беспорядки. Люди выяснили, что многие из этих атлантов были из числа биороботов, созданных атлантами и ответственных также за войны в самой Атлантиде.
Рассения начала строить пирамиды, препятствующие излучению кристаллов. В результате часть народов освободилась из под влияния жрецов, создав против них союз. Они заручились поддержкой Рассении. Этот союз стал известен как «арийская» империя Риши. Рассения и Риши освободили от власти жрецов Северную Африку. Жрецы ушли на Атлантиду и обратились к тёмным силам. Те посоветовали им применить фаш-разрушитель (ядерное оружие) и уничтожить луну Фатту. С помощью своих агентов жрецы и торговцы внесли раздоры в ряды союзников, спровоцировав между ними войны. Рассения успела создать над собой защитный силовой купол, которыйы перенаправил осколки Фатты на Атлантиду. Разрушение Фатты и падение её осколков на Землю снова вызвали изменение земной оси и подвижку земных плит. Выработки под Атлантидой привели к окончательному погружению этого материка под воды, что также отразилось в мифах о всемирном потопе. Это произошло 13 тысяч лет назад. Катастрофа вызвала великое похолодание.
Значительно позже аримы, предки китайцев, воевали с «славянами и ариями», пытаясь захватить территории на севере. 5508 лет до н. э. воюющие стороны заключили мирный договор, который стал началом одного из «славяно-арийских» летоисчислений — от сотворения мира в Звёздном храме.
Славяне, жившие западнее Днепра и Верхней Волги (то есть все реальные исторические славяне), именуются западными славянами. Они якобы ушли на запад из Беловодья более 4 тысяч лет назад, утратили истинную веру, сохранив только родовые верования, и первыми подвергшись христианской экспансии.
Ещё полторы тысячи лет назад «славяне и арии» владели большей частью Евразии. Тогда плотность населения в мире была низкой, что позволяло жить родовыми сообществами, где строго соблюдались родовые традиции. Но около 1600 лет назад Солнечная система вошла под влияние чертога Лисы (эра Рыб), что вызвало у всех людей изменение миропонимания. Это влияние вызвало развитие примитивных религий враждебных славянам народов. Под влиянием этих взглядов русские князья стали не служить, а господствовать над подданными. Рост населения привёл к увеличению числа контактов людей, нарушению родовых законов и войнам. Утверждается, что смешение рас привело к появлению большого числа неполноценного потомства, физических и моральных вырожденцев, восстающих против своих. Одним из этих полукровок был князь Владимир, который ввёл чужеродную религию, христианство, нацеленное на порабощение «славян и ариев». Всё это привело к деградации последних. Пётр I назван первым правителем России, который полностью отказался от наследия предков. Вместо этого по его приказу иностранцы написали новую историю России.
Влияние излучения чертога Лисы заканчивается в 2012 году. С этого времени начнут действовать излучения чертога Волка (эра Водолея), исправляющие сложившуюся ситуацию. Утверждается, что власти служат мирам Тьмы. Они якобы ищут славянские источники знания с целью их сокрытия или уничтожения. Единобожники и сторонники «безудержного» технического прогресса ведут мир к катастрофе. Содержится призыв вернуться к славянским знаниям и отказаться от варварской формы технологического прогресса, который наносит вред окружающей среде. Славяне должны повести за собой остальное человечество. Современным славянам необходим сильный правитель, который вернёт им былой божественный статус.

## Влияние
«Славяно-арийские веды» являются основой учения инглиизма. Движение возникло в Омске в 1992 году. Имеет влияние по всей России и присутствует в Украине. Учение инглиистов сочетает эзотерику с существенным влиянием учения Елены Блаватской и идеологию радикального неоязычества. Инглиизм активно пропагандирует идеи о превосходстве белых («Великая РАСА») над другими расами, радикальный расовый антисемитизм, христианофобию, антицыганизм и нетерпимость к детям-инвалидам. На «Славяно-арийских ведах» основано учение близкого к инглиизму автора Алексея Трехлебова (Ведагора) (например, книга «Кощуны Финиста Ясного Сокола России»).
«Славяно-арийские веды» вышли за пределы инглиизма и получили распространение в некоторых других течениях славянского неоязычества. Бывший радиофизик Николай Левашов, считавший себя специалистом по паранормальным явлениям, прожив с 1991 по 2006 годы в США, стал там сторонником учения Хиневича. В 2003—2007 годах он написал книгу «Россия в кривых зеркалах», ставшую развёрнутым комментарием к «Славяно-арийским ведам». В 2007 году в Москве Левашов основал Русское Общественное Движение (РОД) «Возрождение. Золотой век». Движение представлено во многих городах России, а также на Украине, в Белоруссии, Молдавии, Румынии и Финляндии.
«Славяно-арийские веды» ввели около полутора сотен свастических символов со своими названиями и обозначениями, которые стали массово  распространяться в интернете, видоизменяться и переосмысляться. Часть фигур была продублирована из традиционных с созданием для них нового смысла, часть полностью создана, часть взята из символики Третьего рейха.

## Критика
По мнению историка В. А. Шнирельмана, для легитимации создаваемой им веры Хиневич выковывает образ врага, к котором отнесены «иноземцы», «чуждые религии» и академическая наука. Несмотря на попытки автора «Славяно-арийских вед» на словах дистанцироваться от расизма, расовой дискриминации и других форм нетерпимости, содержание сочинения прямо противоположно: запрещаются межэтнические браки, христиане и иудеи отнесены к тёмным разрушительным силам. Противопоставление «своего» и «чужого» наиболее выражено в «Ведах Перуна», в том числе в терминологии: для «своих» применяются такие понятия, как «великая раса», «силы Света», «белые люди», «Святая Земля», «Род Небесный», а для «чужих» — «язычники», «чужеземные вороги», «Иномирье», «слуги Тьмы», «Пекло», «царство Тьмы». Правители «чужих» названы «кощеями». «Свои» имеют «белую кожу» или «кожу цвета пламени Священного Огня», «чужие» — «серой», или «кожей цвета Мрака». «Свои» считаются «детьми Человеческими», из чего вытекает первобытное представление что «чужие» к категории людей не принадлежат; «чужие» наделены такими «нечеловеческими» признаками, как «звериная нагота» и «двуполость». «Чужие» поклонялись «Золотому Туру» и устраивали кровавые жертвоприношения. Они устремлялись на «Святую Землю» для «захвата», «совращения», «нарушения гармонии», а своей конечной целью ставили гибель «великой расы». Они действовали «лестью и ложью», уничтожали «наследие предков», навязывали свою «новую веру», результатом чего были кровь и братоубийство. «Славяно-арийские веды» содержат вариацию идеи вечной конфронтации «арийцев» и «семитов» (евреев), одной из центральной в арийском мифе. Шнирельман отмечает, что никакие другие символы и элементы орнаментов традиционной славянской культуры, кроме свастики и её стилизаций, внимание автора не привлекали.
Культура изображается «чистой», не затронутой внешними влияниями, существующей в застывшем виде, ей приписываются строгие непроницаемые границы, что говорит о «новом расизме» или культурном фундаментализме.
Религиовед В. Б. Яшин отмечает, что «кровосмешение», то есть смешанные браки, в «Славяно-арийских ведах» рассматривается как один из самых тяжких грехов. С одной стороны, призывая к добру, заповеди инглиизма воспитывают подозрительность в отношении «чужаков» и заставляют держаться от них подальше. Все «чужое» объявляется гибельным, а спасение связывается с приверженностью к своим культуре и корням.
В неоязыческой среде «Славяно-арийские веды» подробно критиковал Сергей Лифантьев (Скрытимир Волк).

## Запрет в России
Согласно заключению комиссионной-религиоведческой экспертизы от 14.04.2008, «Славяно-арийские веды» содержат ряд суждений, которые могут быть признаны содержащими признаки экстремизма. 30 октября 2015 года основываясь на экспертизе специалистов Омского государственного педагогического университета, установивших, что «в текстах книг обнаружены… императивные высказывания с семантикой побуждения к действиям, отражающим запрет на межрасовые браки; выраженная имплицитно информация о превосходстве представителей белой расы по отношению к чёрной расе», Центральный районный суд Омска признал «Славяно-арийские веды» экстремистским материалом. 25 февраля 2016 года Омский областной суд подтвердил решение нижестоящего суда.